# Campiglossa sada
Campiglossa sada är en tvåvingeart som först beskrevs av Dirlbek och Dirlbekova 1974.  Campiglossa sada ingår i släktet Campiglossa och familjen borrflugor. Inga underarter finns listade.